# Anticomopsis filicauda
Anticomopsis filicauda är en rundmaskart som först beskrevs av Allgen 1951.  Anticomopsis filicauda ingår i släktet Anticomopsis och familjen Anticomidae. Inga underarter finns listade i Catalogue of Life.